# Ro Hak-su
Ro Hak-su ((로학수?, 盧學洙?); 19 gennaio 1990) è un calciatore nordcoreano, difensore del Rimyongsu e della Nazionale nordcoreana.

## Carriera

### Nazionale
Ha esordito in nazionale nel 2008.